# La Manga Club
La Manga Club es un complejo deportivo y de ocio situado en la región sureste de España, en la Región de Murcia, al sur de La Manga, y bordeado por el Mar Menor y el Parque Regional de Calblanque. El complejo turístico abrió sus puertas en 1972 y cubre un área de 560 hectáreas.
La Manga Club - El Resort, de hecho, reside dentro de un área llamada Atamaría y brinda servicios deportivos a una "pequeña ciudad" establecida y en crecimiento: la comunidad de La Manga Club - LMCC . Comprende más de 2200 viviendas de propiedad privada con una población residente en crecimiento. Dentro de LMCC hay una iglesia: Santa Teresa, una oficina de correos y oficinas de banco.

## Instalaciones del complejo (resort)
Las instalaciones del complejo incluyen el apartotel Hotel Príncipe Felipe, 3 campos de golf, 28 pistas de tenis y ocho campos de fútbol, incluyendo el Campo de La Manga Club y el Estadio de Fútbol de La Manga Club. El complejo acogió a la selección nacional de fútbol de Inglaterra para los entrenamientos de pretemporada, el Open de España y torneos de tenis, como la Copa Davis y la Copa Federación
El Grand Hyatt La Manga Club Golf & Spa es el mejor resort deportivo de España y como tal fue premiado en los World Travel Awards 2024.

### Terreno La Manga Club
El Campo de La Manga Club es un estadio multiusos situado en La Manga Club. El terreno se utiliza principalmente para organizar partidos de fútbol, cricket y otros deportes. El campo aún no ha albergado partidos de primera clase, pero se ha convertido en el principal campo de crícket de España .   

#### Cricket internacional
En abril de 2016 se anunció que el Trofeo Interprovincial de Irlanda 2016 se celebraría en el campo de La Manga Club 
La Manga Club acogió su primer Twenty20 International (T20I) durante la Spain Triangular T20I Series 2019.El 29 de marzo de 2019  Awais Ahmed, de España, anotó su primer centenar internacional en el recinto.
En agosto de 2021 el club acogió diez internacionales femeninos Twenty20 para el Clasificatorio de Europa para la Copa Mundial Femenina T20 de la ICC 2021 

#### Centurias Internacionales
En el lugar se han puntuado dos centurias T20I y dos centurias T20I femenino.  

##### Twenty20 International centuries
| N.º | Puntaje | Jugador        | Equipo | Pelotas | Entrada | Equipo contrario | Fecha                 | Resultado |
| --- | ------- | -------------- | ------ | ------- | ------- | ---------------- | --------------------- | --------- |
| 1   | 102*    | Awais Ahmed    | España | 64      | 1       | Malasia          | 30 de Marzo de 2019   | Ganado    |
| 2   | 102*    | Mohammad Ihsan | España | 59      | 1       | Isla de Man      | 24 de Febrero de 2023 | Ganado    |

| N.º | Puntaje | Jugador       | Equipo       | Pelotas | Entrada | Equipo contrario | Fecha                | Resultado |
| --- | ------- | ------------- | ------------ | ------- | ------- | ---------------- | -------------------- | --------- |
| 1   | 126*    | Esterre Kalis | Países Bajos | 76      | 1       | Alemania         | 27 de Junio de 2019  | Ganado    |
| 2   | 105*    | Gaby Lewis    | Irlanda      | 60      | 1       | Alemania         | 26 de Agosto de 2021 | Ganado    |

### Real Golf La Manga Club
La Manga Club cuenta con tres campos de golf de 18 hoyos, Norte, Sur y Oeste. En 2017 el club de golf fue nombrado Real Golf La Manga Club por la Casa Real de España. Ha acogido el Open de España masculino, el Open de España Femenino, la Copa S.M. el Rey y el Open de España Senior masculino.
La Manga Club cuenta con tres campos de golf de 18 hoyos, Campo Norte, Sur y Oeste. En 2017 el club de golf fue nombrado Real Golf La Manga Club por la Casa Real de España. Ha sido sede del Open de España  masculino, el Open de España Femenino, el Campeonato Internacional de España Amateur (Copa SM el Rey) y el Open de España Senior masculino.

### Estadio de fútbol de La Manga Club
El Estadio de Fútbol de La Manga Club es un estadio resort que servía para partidos amistosos y como lugar de descanso y entrenamiento de la selección española de fútbol.

## Incidentes
En 2015 el cuerpo del buzo británico Neil Anthony Fears fue descubierto cerca de una popular atracción de buceo en el complejo, después de que perdiera contacto con otros tres buzos durante una inmersión.